# Simon Kjær
Simon Thorup Kjær (pronunciat [ˈkæːɐ̯]) (Horsens, 26 de març de 1989) és un futbolista danès que juga com a defensa central i és capità de la selecció de futbol de Dinamarca.
Va ser elegit futbolista de l'any sub-19 de Dinamarca de l'any 2007 i futbolista de l'any de Dinamarca l'any 2009. Kjær ha jugat més de 70 partits amb Dinamarca, incloent-hi la Copa del Món de futbol de 2010 i 2018 i la Copa Europa de la UEFA de 2012.

## Carrera en equips

### FC Midtjylland
Nascut a Horsens, Kjær va començar a jugar a futbol en un equip petit, el Lund IF a prop de Horsens, abans d'anar-se'n a l'equip juvenil de la superlliga danesa FC Midtjylland el 2004. Va ser elegit millor jugador d'un torneig juvenil francès l'abril de 2006, i el Midtjylland va, per tant, rebutjar les ofertes del Lille OSC per Kjær i Jesper Juelsgård. Va fer el seu debut com a professional al Midtjylland als partits d'entrenament de la Copa Viasat el juny de 2006, i va ser promocionat al primer equip el gener de 2007. Va fer una prova amb èxit pel Reial Madrid l'agost de 2007, però l'oferta de transferència va ser rebutjada pel FC Midtjylland. En canvi, va signar un contracte de cinc anys amb el Midtjylland el setembre de 2007.
Va debutar a la Superliga el 30 de setembre de 2007, en una victòria 2-0 contra l'AGF, i va jugar quatre partits en la primera meitat de la Superliga danesa la temporada 2007-2008. L'octubre de 2007, Kjær havia atret els gustos d'equips de la Premier League com ara el Middlesbrough i el Chelsea FC. El febrer de 2008, Kjær va signar un contracte de cinc anys amb l'equip italià Palermo, de manera efectiva des de l'estiu de 2008, guanyant el Midtjylland 4 milions d'euros per la transferència. Va jugar tots els quinze partits de la segona meitat de Superliga, formant una associació defensiva amb Magnus Troest.

### Palermo
El juliol de 2008, Kjær va unir-se al club italià Palermo.
Va debutar amb el Palermo el 26 d'octubre de 2008 com a substitut de la mitja part contra el Fiorentina a la Serie A. La seva actuació va ser elogiada malgrat la derrota a casa 3-1 del Palermo.
Va marcar el seu primer gol pel Palermo el seu tercer partit el 2 de novembre en una victòria 3-0 contra l'AC Chievo. Va acabar la temporada 2008-2009 com el defensa més golejador del Palermo a la Serie A, amb tres gols.
Kjær va confirmar la seva reputació com a regular del primer equip en la temporada 2009-2010 i va formar una associació defensa forta amb el company defensa central Cesare Bovo. El setembre de 2009 va signar un contracte millorar amb l'equip sicilià. Va ser elegit talent danès de l'any de 2009 el novembre de 2009, vencent Nicklas Bendtner de l'Arsenal FC i Christian Eriksen de l'Ajax després de la seva temporada d'èxit amb el Palermo. El gener de 2010 també va ser elegit jugador danès de l'any de 2009. L'endemà, va marcar un gol contra el Cagliari Calcio que va decidir el partit, acabant en victòria 2-1 pel Palermo. Va marcar dues vegades durant la temporada i va jugar un total de 35 partits de la Serie A.

### VfL Wolfsburg
Els equips anglesos Manchester United, Manchester City i Tottenham Hotspur i l'italià Juventus havien mostrat interès per signar el jugador.
El 30 de juny de 2010, el Wolfsburg va confirmar que havia obert converses amb Kjær. El Wolfsburg havia guanyat la competència de diversos pesos pesats europeus per signar Kjær. El 8 de juliol de 2010, el Wolfsburg va signar Kjær per cost no divulgat que es creu que és de més de 10 milions de lliures esterlines. Després del traspàs al Wolfsburg, Kjær va dir: "El traspàs significa que tinc l'oportunitat de jugar per un equip de primera categoria, crec que aquest és un pas positiu per mi. Tenim un equip fort que pot desafiar els millors de la Bundesliga. Primer, necessito assegurar-me una plaça regular." El contracte va fer de Kjær el jugador danès més car del món. Canviar de la Serie A a la Bundesliga significava que Kjær esdevindria un dels futbolistes danesos millor pagats amb un salari anual d'uns tres milions d'euros. El traspàs de la Serie A a la Bundesliga i al Wolfsburg no estava només justificat econòmicament pel jove defensa danès. Tant el seleccionador nacional danès Morten Olsen com Kjær van dir que aquest canvi era un pas en la bona direcció esportiva i de desenvolupament.
Kjær va debutar de forma no oficial pel Wolfsburg en un partit de pretemporada contra el FC Augsburg, en què el Wolfsburg va guanyar 1-0.
Kjær va debutar a la Bundesliga pel Wolfsburg en una derrota 2-1 contra el Bayern de Múnic el 20 d'agost de 2010.
Després d'un mal començament de temporada pel Wolfsburg, amb resultats variables i expectatives no acomplertes, Kjær va marcar el seu primer gol pel Wolfsburg en una victòria 2-0 contra l'Stuttgart quan va donar un cop de cap a la pilota després d'un servei de córner. Diversos estadístics van remarcar que la pilota s'havia desviat, encara que el gol se li va atribuir a Edin Džeko. Malgrat el criticisme dels mitjans per les seves males actuacions, Kjær va estar en l'alineació inicial en tots els disset partits de la Bundesliga la tardor de la temporada 2010. Després d'haver format una associació amb èxit amb l'internacional italià Andrea Barzagli a la defensa central del Wolfsburg, Kjær apareixeria juntament amb l'internacional alemany Arne Friedrich. En la seva dinovena aparició a la lliga, Kjær va marcar el seu primer gol a la Bundesliga per l'equip. Kjær va marcar el gol de la victòria 0-1 en un partit de fora de casa contra el Mainz 05, amb un gol de cop de cap al minut 83, amb què Kjær va fer guanyar el Wolfsburg per primer cop en vuit partits - després de set empats seguits.
Després de l'acomiadament d'Steve McClaren (que el va portar a l'equip) a causa de mals resultats el febrer de 2011, Felix Magath va retornar al Wolfsburg (el mànager va havia guanyat la primera Bundesliga de l'equip). Magath va fer un comentari criticant la 'condició pobra' dels jugadors que havia heretat (incloent-hi Kjær) de McClaren. Amb l'entrenador anglès Kjær havia estat titular en 20 de 21 partits de la Bundesliga, després d'haver estat fora per una lesió la vintena ronda contra el Dortmund. En relació amb la destitució, va declarar afecció en públic, que li sabia greu l'acomiadament i que havia estat content de treballar amb Steve McClaren. En la seva primera temporada, Kjær havia jugat 32 partits i marcat dos gols.
Durant la seva segona temporada al Wolfsburg, Kjær va jugar tres partits pel Wolfsburg. El temps de Kjær al Wolfsburg va ser frustrant, ja que el club havia evitat de poc el descens en la temporada anterior i s'havia sentit atacat per les seves mediocres actuacions.

#### Cessió al Roma
Durant el mercat de fitxatges d'estiu de 2011, Kjær va anunciar que l'entrenador Magath li havia dit que podria anar-se'n aquell estiu i que havia caigut en desgràcia amb Magath. L'equip italià Roma va anunciar que estava a punt de signar Kjær per 10 milions d'euros del Wolfsburg com a reemplaçament del defensa central Philippe Mexès, que va anar-se'n per l'AC Milan en una transferència lliure. Això no obstant, la transferència al Roma va ser posada en espera després de notícies a Itàlia que afirmaven que el defensa havia estat cridat pel seu club, Wolfsburg. En canvi, el 20 d'agost de 2011, Kjær va ser transferit per una temporada al Roma, amb opció de compra pel final de temporada.
Kjær va debutar amb el Roma en un empat a zero contra l'Inter Milan el 17 de setembre de 2011. El 16 d'octubre de 2011, Kjær va rebre una targeta vermella en una derrota 2-1 contra el Lazio. El director del Roma Walter Sabatini va insinuar que el club podria decidir en contra de signar Kjær com a permanent a causa de la seva pobra actuació al Roma. En gran manera, va ser una decepció pel Roma després que fos el culpat per la derrota 4-2 contra el Cagliari Calcio el febrer de 2012. Al final, el Roma va decidir no signar-lo com a permanent, afirmant que havia comès massa errors costosos.

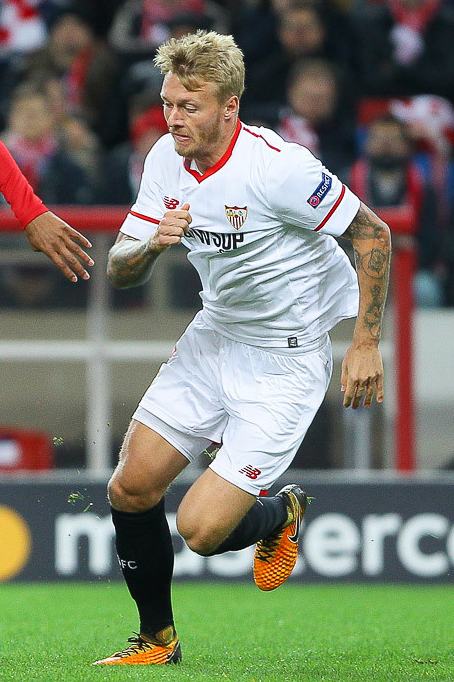
Kjær jugant pel Sevilla FC en un partit contra el FK Spartak Moscou a la Lliga de campions de la UEFA el 17 d'octubre de 2017. El Sevilla va perdre 5-1 i Kjær va marcar l'únic gol del Sevilla.

#### Retorn al Wolfsburg
Després de la seva llarga estada al Roma, Kjær va afirmar que no tornaria al Wolfsburg, després que l'entrenador Magath decidís que Dane no anava a formar part dels plans pel primer equip la temporada 2012-2013. Tanmateix, Magath va anunciar al cap de poc que estava disposat a fer les paus amb Kjær i que estaria disposat a portar-lo al primer equip del Wolfsburg.

### Lille OSC
El 5 de juliol de 2013, es va anunciar que Kjær havia signat un contracte de quatre anys amb l'equip de la Ligue 1, Lille. Kjær els havia impressionat durant la primera temporada a la francesa Ligue 1 com a líder de la millor defensa en les grans lligues nacionals europees la temporada 2013-2014, concedint només 26 gols en 38 partits incloent-hi 21 partits on no van encaixar cap gol. Com a conseqüència de les seves sòlides actuacions, Kjær va aparèixer sovint en diversos mitjans com a part de l'equip de la setmana durant tota la temporada, a la llarga guanyant-se un lloc a l'"Equip de la temporada de la Ligue 1" juntament amb el seu company d'equip i porter Vincent Enyeama. Va marcar el seu primer gol a la Ligue 1 contra Lorient amb un tir lliure indirecte.

### Fenerbahçe
El 16 de juny de 2015, Kjær es va unir a l'equip turc Fenerbahçe SK, signant un contracte de quatre anys per 7,65 milions d'euros.

### Sevilla
El 2 d'agost de 2017, Kjær es va unir a l'equip espanyol Sevilla, signant un contracte de quatre anys.

## Carrera internacional

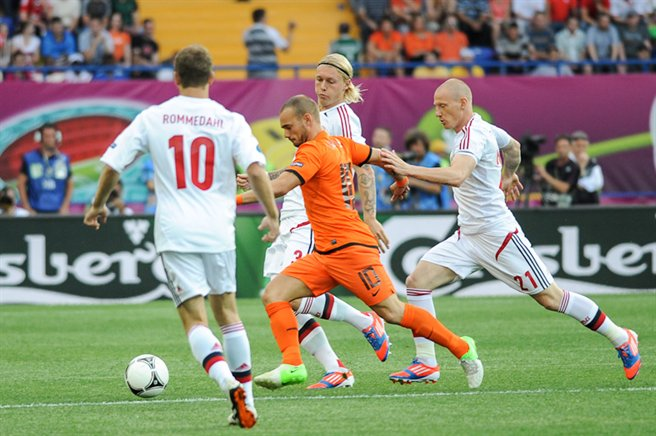
Kjær intentant bloquejar el tir de Wesley Sneijder en un dels partits de la Copa Europa de la UEFA de 2012

Kjær va debutar per l'equip nacional danès sub-19 de futbol el setembre de 2006, amb disset anys. Va jugar un total de deu partits i va marcar un gol pel sub-19 fins a l'octubre de 2007, i va ser nomenat talent danès sub-19 de l'any, ja que l'entrenador dels sub-19 trobava que Kjær havia mostrat ser un defensa amb talent malgrat ser jove. Després del seu descobriment amb el Midtjylland, Kjær va descansar dels sub-19 el març de 2008 per no cansar-se.
Va ser cridat per l'equip de futbol de Dinamarca sub-21 el maig de 2008 com a substitut de Michael Jakobsen, debutant en una derrota 0-4 contra Alemanya sub-21. Va estar fora dels sub-21 durant el principi de la seva etapa al Palermo, però va ser tornat a cridar l'octubre de 2008, passant els partits com a substitut de Magnus Troest i Mathias Jørgensen. Kjær va ser cridat per la selecció de futbol de Dinamarca el febrer de 2009, ja que l'entrenador nacional Morten Olsen havia estat impressionat pel seu estat de forma al Palermo, i els va veure, a ell i a Per Krøldrup, com als principals competidors per substituir el defensa retirat Martin Laursen. Va ser suplent al partit amistós contra Grècia, i va retornar als sub-21 per un únic partit el març de 2009, jugant prou bé que l'entrador sub-21 Keld Bordinggaard el va recomanar per tornar a l'equip d'Olsen.
Va tornar a ser part de l'equip pel partit de la qualificació de la Copa del Món de Futbol de 2010 contra Suècia el 6 de juny de 2009. Per Krøldrup no estava disponible a causa d'una lesió, i Kjær va jugar tot el partit malgrat tenir una lesió ell mateix, i Dinamarca va guanyar 1-0. Kjær es va establir a l'alineació inicial, i va jugar els següents tres partits de la qualificació, i va ajudar Dinamarca a qualificar-se per la Copa del Món de Futbol de 2010. Pel partit de qualificació del setembre de 2009 contra Portugal, Kjær va dir als periodistes que Cristiano Ronaldo hauria de ser aturar per una sèrie de petites faltes i una forta entrada. Això va provocar una queixa a la FIFA de la Federació Portuguesa de Futbol demanant que Kjær fos suspès per la seva conducta antiesportiva, però el cas va ser arxivat després d'una mediació de l'Associació de Futbol Danesa.
El 28 de maig de 2010, el seleccionador de Dinamarca Morten Olsen va anunciar que seria part de l'equip final de 23 que participarien en la Copa del Món de Futbol de 2010 a Sud-àfrica. Va estar a l'onze inicial en els dos primers partits de Dinamarca contra els Països Baixos i Camerun, on va rebre una targeta groga en ambdós i, per tant, es va perdre el tercer i crucial partit contra Japó. Tanmateix, en el partit contra Camerun va ser altament elogiat per l'excel·lent passada a llarga distància que va ajudar que Nicklas Bendtner marqués el primer gol.
El 7 de setembre de 2010, després de la victòria danesa contra Islàndia, Stig Tøfting no estava impressionat amb Kjær i va criticar que cometés tants errors. Això va fer ofendre Kjær i aquest va contestar a Kjær dient "aquestes afirmacions m'ataquen personalment! És la primera vegada que he estat sota pressió i intento prendre aquestes paraules com a motivació. No estic content sobre la seva opinió (de Tøfting). Només ho diu per rebre atenció per part del públic. Hauria de ser seriós!"
Kjær va ser part de l'equip danès per la Copa Europa de la UEFA 2012, i va estar entre l'onze inicial en cadascun dels tres partits de grups contra els Països Baixos, Portugal i Alemanya.

## Estadístiques

### Equip
Actualitzat el 12 de maig de 2018
| Equip          | Temporada     | Lliga            | Lliga   | Lliga | Copa    | Copa | Europa  | Europa | Total   | Total |
| Equip          | Temporada     | Divisió          | Partits | Gols  | Partits | Gols | Partits | Gols   | Partits | Gols  |
| -------------- | ------------- | ---------------- | ------- | ----- | ------- | ---- | ------- | ------ | ------- | ----- |
| FC Midtjylland | 2007–08       | Danish Superliga | 19      | 0     | 2       | 0    | –       | –      | 21      | 0     |
| Palermo        | 2008–09       | Serie A          | 27      | 3     | 0       | 0    | –       | –      | 27      | 3     |
| Palermo        | 2009–10       | Serie A          | 35      | 2     | 3       | 0    | –       | –      | 38      | 2     |
| Palermo        | Total         | Total            | 62      | 5     | 3       | 0    | 0       | 0      | 65      | 5     |
| Wolfsburg      | 2010–11       | Bundesliga       | 32      | 1     | 2       | 0    | –       | –      | 34      | 1     |
| Wolfsburg      | 2011–12       | Bundesliga       | 3       | 0     | 1       | 0    | –       | –      | 4       | 0     |
| Wolfsburg      | 2012–13       | Bundesliga       | 22      | 2     | 3       | 0    | –       | –      | 25      | 2     |
| Wolfsburg      | Total         | Total            | 57      | 3     | 6       | 0    | 0       | 0      | 63      | 3     |
| Roma (cessió)  | 2011–12       | Serie A          | 22      | 0     | 2       | 0    | –       | –      | 24      | 0     |
| Lille          | 2013–14       | Ligue 1          | 34      | 0     | 2       | 1    | –       | –      | 36      | 1     |
| Lille          | 2014–15       | Ligue 1          | 31      | 1     | 2       | 1    | 9       | 1      | 42      | 3     |
| Lille          | Total         | Total            | 65      | 1     | 4       | 2    | 9       | 1      | 78      | 4     |
| Fenerbahçe SK  | 2015–16       | Süper Lig        | 28      | 2     | 6       | 0    | 11      | 0      | 45      | 2     |
| Fenerbahçe SK  | 2016–17       | Süper Lig        | 27      | 1     | 5       | 0    | 11      | 2      | 43      | 3     |
| Fenerbahçe SK  | Total         | Total            | 55      | 3     | 11      | 0    | 22      | 2      | 88      | 5     |
| Sevilla        | 2017–18       | La Liga          | 20      | 2     | 1       | 0    | 6       | 1      | 27      | 3     |
| Total carrera  | Total carrera | Total carrera    | 300     | 14    | 29      | 2    | 37      | 4      | 366     | 20    |

### Internacional
Actualitzat el 26 de juny de 2018
| Dinamarca | Dinamarca | Dinamarca |
| Any       | Partits   | Gols      |
| --------- | --------- | --------- |
| 2009      | 7         | 0         |
| 2010      | 8         | 0         |
| 2011      | 6         | 0         |
| 2012      | 10        | 0         |
| 2013      | 7         | 1         |
| 2014      | 8         | 1         |
| 2015      | 10        | 0         |
| 2016      | 10        | 1         |
| 2017      | 8         | 0         |
| 2018      | 7         | 0         |
| Total     | 81        | 3         |

### Gols internacionals
El marcador i resultat final indiquen primer els gols de Dinamarca.
| Número | Data                   | Seu                                      | Contrincant          | Marcador | Resultat final | Competició                                        |
| ------ | ---------------------- | ---------------------------------------- | -------------------- | -------- | -------------- | ------------------------------------------------- |
| 1.     | 22 de març de 2013     | Andrův stadion, Olomouc, República Txeca | República Txeca      | 2–0      | 3–0            | Qualificació de la Copa del Món de Futbol de 2014 |
| 2.     | 14 de novembre de 2014 | Partizan Stadium, Belgrad, Sèrbia        | Sèrbia               | 2–1      | 3–1            | Qualificació de la Copa Europa de la UEFA de 2016 |
| 3.     | 3 de juny de 2016      | Toyota Stadium, Toyota, Japó             | Bòsnia i Hercegovina | 1–0      | 2–2 (3–4 p)    | Copa Kirin de 2016                                |

## Palmarès

### Individual
- Futbolista sub-19 de l'any de Dinamarca: 2007
- Talent de l'any de Dinamarca: 2009
- Futbolista de l'any de Dinamarca: 2009